# Andréasz Számarisz
Andréasz Számarisz (görögül: Ανδρέας Σάμαρης) (Pátra, 1989. június 13. –) görög válogatott labdarúgó, a Fortuna Sittard játékosa. Posztját tekintve középső középpályás.

## Sikerei, díjai
Olimbiakósz
- Görög bajnok (1): 2013–14

## Külső hivatkozások
- Andréasz Számarisz a national-football-teams.com honlapján